# Hoofdslagader
De hoofdslagaders zijn de bloedvaten, die de hersenen en het aangezicht van zuurstofrijk bloed voorzien.
De volgende slagaders bevloeien direct de hersenen:
- arteria cerebri anterior (voorste hersenslagader)
- arteria cerebri media (middelste hersenslagader)
- arteria cerebri posterior (achterste hersenslagader)
- cirkel van Willis

De volgende arteriën zijn voorbeelden van slagaderen die het aangezicht bevloeien:
- arteria lingualis
- arteria thyreoidica superior
- arteria maxillaris

Vanuit de aorta stroomt het zuurstofrijke bloed de truncus brachiocephalicus, de linker arteria carotis communis en de linker arteria subclavia in. De truncus brachiocephalicus splitst zich na enkele centimeters in de rechter arteria subclavia en de rechter arteria carotis communis. Van de arteria subclavia splitst zich beiderzijds na enkele centimeters een arteria vertebralis af.
De arteriae vertebrales en de arteriae carotides vervolgen hun weg door de hals. De twee arteriae vertebrales zijn omgeven door de halswervels. De arteriae carotides liggen juist aan de voorkant van deze wervels.
De arteria carotis communis splitst zich beiderzijds net boven de vierde halswervel. Deze kruising van de arteria carotis communis wordt de bifurcatio carotidica genoemd. In deze kruising liggen receptoren, genaamd de sinus carotidicus, die de slagaderdruk meten. Links en rechts achter de onderkaak lopen dan de twee arteriae carotides externae door. De andere afsplitsing van de arteria carotis communis heet arteria carotis interna. Hiervan zijn er ook weer twee.
Van de arteria carotis interna zijn geen afsplitsingen in het halsgebied te vinden. Deze slagader loopt aan beide kanten direct door naar het hoofd om de hersenen van bloed te voorzien. De arteria carotis externa daarentegen heeft afsplitsingen in het halsgebied naar de tong (arteria lingualis) en de schildklier (arteria thyreoidica superior). Aan de achterkant van de onderkaak splitsen, aan de linker en rechterkant van de onderkaak, de arteria facialis af van de arteria carotis externa. Net achter het bovenkaakgewricht splitst beiderzijds een arteria maxillaris af. De arteria maxillaris zorgt voor de bloedtoevoer naar de kauwspieren, tanden, neus, het gehemelte en het harde hersenvlies. De arteria carotis externa wordt boven dit punt, na afsplitsing van de arteria maxillaris, arteria temporalis superficialis genoemd en vervolgt zijn weg naar het bovenste deel van het hoofd.
De twee arteriae vertebrales komen bij de kleine hersenen weer samen. Deze baan wordt vervolgens arteria basilaris genoemd. 
De cirkel van Willis ligt tussen de twee slaapkwabben en is een soort verkeersknooppunt en reserve-omweg om de bloedvoorziening van de hersenen veilig te stellen. Hij wordt gevoed door de arteria basilaris en de linker en rechter arteria carotis interna. De cirkel van Willis geeft het bloed weer af aan de linker en rechter arteria cerebri anterior, media en posterior. Deze hersenslagaders verdelen het bloed vervolgens over alle delen van de hersenen.